# Цриквениця
Цриквениця (хорв. Crikvenica) — місто на заході Хорватії, в Приморсько-Ґоранській жупанії за 33 км від столиці жупанії Рієки, на березі затоки Кварнер Адріатичного моря, курорт.

## Розташування
Практично все місто являє собою прибережну пляжно-туристичну зону з низкою майже об'єднаних в одне міське утворення курортних містечок Цриквениця, Сельце, Драмаль і Ядраново. Цриквениця займає площу 28 км² та простягається смугою  приблизно на 15 км завдовжки і на 2 км завширшки, затиснута між морем і приморським гірським гребенем, середня висота якого близько 300 м. Цриквениця має добре автомобільне і залізничне сполучення з Центральною Європою, на прилеглому з півдня острові Крк є аеропорт, поряд у Рієці — пасажирський і вантажний морські порти.

## Історія
Місто виросло на місці військового поселення давньоримської доби, яке звалося Ad Turres.
Стародавню Цриквеницю ототожнюють з селом Котор, назва якого походила від хорватського перекладу виразу Ad Turres, що латиною означав "при баштах" (хорв. kod tornjeva, вкороченого до kod tor). Це велике село з парафіяльною церквою і 5 маленькими церковками розташовувалося на однойменному пагорбі неподалік сучасної Цриквениці. Але в 1776 р. село повністю знищила сильна пожежа.
Назва міста походить від церкви (хорв. crkva = церква, діалектне crikva) монастиря ордену Паулінів, побудованої поблизу, в гирлі річки Дубрачина, віце-королем Ніколою Франкопаном у 1412 році. Дарча грамота Ніколи Франкопана, якою той передав церкву монастирю, і була тим першим документом, в якому згадувалася Цриквениця саме під цим іменем. У 1760 році з Брібіра до Цриквениці переїхав каштелян і, таким чином вона стала центром усієї прибережної зони відомої як Винодол. У XIX столітті Цриквениця почала приваблювати чимало туристів, що змінило хід її історії. У 1877 році в місті було збудовано гавань, в 1888 році пляж, а вже в 1891 році споруджено перший готель. У 1895 році відкрито готель Therapia на 120 ліжок та Інститут гідротерапії. У 1902 році було збудовано готель Цріквеніца, в 1903 році готель Bellevue, а в 1905 році — готель Miramare. У 1906 році Цриквеницю офіційно оголосили кліматичним курортом. Завдяки своєму сприятливому клімату Цриквениця протягом всього лише 16 років стала найважливішим курортом хорватської рів'єри. Сьогодні, злившись у міні-конгломерат з новозбудованим містом Сельце, Цриквениця є одним з найпринадніших куточків Кварнерського узбережжя і північно-адріатичного узбережжя Хорватії в цілому.

## Населення
Населення громади за даними перепису 2011 року становило 11 122 осіб, 3 з яких назвали рідною українську мову. Населення самого міста становило 6860 осіб.
Динаміка чисельності населення громади:
Динаміка чисельності населення міста:

## Персоналії
- Петар Мілутін Кватерник — австрійський, український та хорватський військовий діяч, сотник УГА, начальник штабу дивізії «Сірожупанників». Загинув у місті.

## Населені пункти
Крім міста Цриквениця, до громади також входять: 
- Драмаль
- Задраново
- Селце

## Клімат
Середня річна температура становить 14,39°C, середня максимальна – 26,92°C, а середня мінімальна – 2,50°C. Середня річна кількість опадів – 1172 мм.
| Клімат міста                                  | Клімат міста | Клімат міста | Клімат міста | Клімат міста | Клімат міста | Клімат міста | Клімат міста | Клімат міста | Клімат міста | Клімат міста | Клімат міста | Клімат міста | Клімат міста |
| Показник                                      | Січ.         | Лют.         | Бер.         | Квіт.        | Трав.        | Черв.        | Лип.         | Серп.        | Вер.         | Жовт.        | Лист.        | Груд.        |              |
| Середній максимум, °C                         | 9,55         | 10,13        | 13,05        | 15,93        | 20,93        | 24,95        | 26,93        | 26,80        | 22,55        | 18,15        | 13,30        | 10,30        |              |
| Середня температура, °C                       | 6,00         | 6,58         | 9,53         | 12,43        | 17,35        | 21,40        | 23,80        | 23,70        | 19,43        | 15,03        | 10,18        | 7,20         |              |
| Середній мінімум, °C                          | 2,50         | 3,08         | 5,98         | 8,88         | 13,78        | 17,88        | 20,70        | 20,60        | 16,33        | 11,93        | 7,08         | 4,08         |              |
| Норма опадів, мм                              | 91           | 74           | 76           | 77           | 84           | 88           | 48           | 69           | 145          | 157          | 149          | 114          |              |
| Середньомісячна швидкість вітру, м/с          | 2.83         | 3.00         | 3.00         | 2.85         | 2.60         | 2.40         | 2.48         | 2.45         | 2.53         | 2.78         | 3.10         | 3.08         |              |
| Середньомісячна сонячна радіація, кДж/м²·день | 4455         | 7206         | 10608        | 15160        | 19423        | 21248        | 22570        | 19528        | 14242        | 9138         | 4878         | 3760         |              |
| --------------------------------------------- | ------------ | ------------ | ------------ | ------------ | ------------ | ------------ | ------------ | ------------ | ------------ | ------------ | ------------ | ------------ | ------------ |
| Джерело:                                      |              |              |              |              |              |              |              |              |              |              |              |              |              |